# Big Girls Don't Cry (film)
Big Girls Don't Cry (Duits: Große Mädchen weinen nicht) is een dramafilm uit 2002 die is geschreven en geregisseerd door Maria von Heland.

## Plot
Twee beste vriendinnen die tijdens het volwassen worden op de proef worden gesteld door enkele ongelukkige situaties. Een film over onbeheerste wraak, manipulatie en vriendschap.

## Verhaal
De film vertelt het verhaal over de twee tienermeiden Kati en Steffi in Berlijn. Ze zien op een avond Steffi's vader in een nachtclub met een andere vrouw, en besluiten wraak te nemen op haar dochter Tessa. Ze sturen Tessa naar een opname voor pornografie, maar zij wordt verkracht door de regisseur. Kati weet haar te bevrijden en de ouders van Steffi krijgen het hele verhaal te horen. Ondertussen wordt een zoekactie gestart naar Yvonne, een klasgenootje van Kati en Steffi, die door de pornografist blijkt te zijn vermoord. Kati vraagt zich af of Steffi door haar gedreven gedrag nog wel een goede vriendin is voor haar. Steffi trekt de situatie niet meer en doet een verwoede zelfmoordpoging, maar wordt gered door Kati. In het ziekenhuis maken Steffi en Kati het weer goed met elkaar.

## Rolverdeling
- Anna Maria Mühe als Kati
- Karoline Herfurth als Steffi
- David Winter als Carlos
- Josefine Domes als Tessa
- Tillbert Strahl-Schäfer als Klaus
- Jennifer Ulrich als Yvonne
- Nina Petri als Ann
- Stefan Kurt als Hans, Steffi's vader
- Teresa Harder als Jeanette, Tessa's moeder
- Matthias Brandt als Jost, Kati's vader
- Gabriela Maria Schmeide als Ingrid, Kati's moeder
- Dieter Laser als Herr Winter